# Frank Marshall (productor)
Frank Marshall (Glendale, California, 13 de septiembre de 1946) es un productor y director cinematográfico estadounidense nominado cinco veces a los Premios Óscar.

## Biografía
En 1981, junto a su esposa Kathleen Kennedy y Steven Spielberg, fundó Amblin Entertainment y, en 1991, de nuevo junto a su esposa, fundó la productora The Kennedy/Marshall Company, en contrato de colaboración con Universal Pictures.
Marshall ha trabajado en algunos de los mayores éxitos de taquilla estadounidenses desde 1973. Comenzó como responsable de exteriores y productor asociado en películas como The Last Picture Show, Paper Moon, What's Up, Doc? y Noises Off!. Sus siguientes y más conocidos trabajos fueron E.T., el extraterrestre, las trilogías de Indiana Jones, Gremlins y Volver al futuro, además de El color púrpura, ¿Quién engañó a Roger Rabbit?, El imperio del sol o Poltergeist. Debutó en la dirección de cine en 1990 con Aracnofobia.

## Premios y distinciones
Óscar
| Año  | Categoría                            | Película                           | Resultado |
| ---- | ------------------------------------ | ---------------------------------- | --------- |
| 1982 | Mejor película                       | Raiders of the Lost Ark            | Nominado  |
| 1986 | Mejor película                       | El color púrpura                   | Nominado  |
| 2000 | Mejor película                       | El sexto sentido                   | Nominado  |
| 2004 | Mejor película                       | Seabiscuit                         | Nominado  |
| 2009 | Mejor película                       | El curioso caso de Benjamin Button | Nominado  |
| 2019 | Premio en memoria de Irving Thalberg | -                                  | Ganador   |